# SVS X-Volley
Der SVS X-Volley ist ein österreichischer Frauenvolleyballverein aus Stockerau, gegründet in Krems in Niederösterreich. Der Verein wurde 1994 gegründet.
Der Verein ist Mitglied des Niederösterreichischen Volleyball Verbandes und der Sportunion, die Vereinsfarben sind blau und schwarz.

## Geschichte
Christl Mayer gründete 1983 eine reine Hobbygruppe, die in der Sektion Volleyball der Union Krems integriert wurde und bestand bis 1992. Unter Alexandra Lipp wurde die Sektion 1994 wiedergegründet und es wurde Christl und Thomas Mayer als Trainerteam eingestellt. Unter der Führungsspielerin Christl Mayer gelang der 3. Platz in der 1. Klasse, im Jahr 2000/01 gelang der Aufstieg in die 2. Bundesliga Ost.
Zusammen mit den Vienna hotVolleys ging der Verein eine Spielgemeinschaft ein um den Bundesligakader zu erweitern. Es gelang zwar mit den 5. Platz den Klassenerhalt, mit den Kremser und den Wiener Spielerinnen konnte kein einheitliches Team geformt werden und die Spielgemeinschaft wurde beendet. Die Vereinsführung beschloss 2005 den eigenen Volleyballverein X-Volley aus der Sektion Volleyball der Sportunion Krems. Durch die Jugendarbeit des Vereins wurden Spielerinnen vom Landesligakader zum Nationalteamkader herangeführt. Der Verein stieg aus finanziellen Gründen aus der Bundesliga nach der Saison 2005/06 ab und strebte eine Spiel- und Trainingsgemeinschaft mit anderen Vereinen an. Mit den Vereinen SG SVS Post, Sokol V Wien und Sportunion Stockerau wurden geeignete Partner gefunden.
Thomas Mayer übernahm das Präsidentenamt des Niederösterreichischen Volleyballverbandes und zog sich aus dem Kremser Volleyballverein zurück. Auch seine Frau übergab 2011 aus gesundheitlichen Gründen das Traineramt an Magda Pulker. 2013 übernahm Michaela Moza, die bis heute als Trainerin im Verein tätig ist. Ab der Saison 2017/18 wurde Lisa Katharina Nader und Caroline Biegel weitere Trainerinnen angestellt.